# Wesley Van Speybroeck
Wesley Van Speybroeck (Deinze, 18 mei 1978) is een voormalig Belgisch wielrenner. Hij was prof van 2001 tot en met 2005.
Van Speybroeck begon zijn profcarrière in 2001 bij de ploeg Lotto-Adecco en verhuisde in 2003 naar Landbouwkrediet-Colnago. In 2004 reed hij voor Vlaanderen-T Interim en in 2005 voor Chocolade Jacques. Vanaf 2011 was hij actief als ploegleider, in 2015 trad hij toe tot de ploegleiding van Lotto-Soudal U23.

## Erelijst
2000
- ZLM Tour

2001
- 2e etappe Parijs-Corrèze
- Nationale Sluitingsprijs

2002
- GP Rudy Dhaenens